# Batman Cup
La Batman Cup è stato un torneo professionistico di tennis maschile che faceva parte del circuito Challenger. Si è giocata una sola edizione, che aveva un montepremi di 42 500 € e si è svolta tra il 6 e il 12 aprile 2015 sui campi in cemento del TPAO Batman Bölge Müdürlüğü di Batman, in Turchia.

## Albo d'oro

### Singolare
| Anno | Campione  | Finalista   | Punteggio        |
| ---- | --------- | ----------- | ---------------- |
| 2015 | Dudi Sela | Blaž Kavčič | 6(5)–7, 6-3, 6-3 |

### Doppio
| Anno | Campioni                     | Finalisti                | Punteggio           |
| ---- | ---------------------------- | ------------------------ | ------------------- |
| 2015 | Aslan Karacev Yaraslav Shyla | Mate Pavić Michael Venus | 7–6(4), 4-6, [10-5] |